# Montagnardi
I Montagnardi erano gli appartenenti al gruppo più radicale e rivoluzionario formatosi durante la rivoluzione francese. Chiamati così perché occupavano i banchi posti più in alto nella Convenzione, erano in netta contrapposizione con i Girondini (repubblicani federalisti).
Facevano parte di questo gruppo i seguaci di Maximilien de Robespierre (i cosiddetti giacobini), di Georges Jacques Danton e Jean-Paul Marat, oltre a molti altri. Non ebbero mai la maggioranza in quanto sempre contrastati dai girondini, la "destra" della Convenzione. Anche quando ebbero il governo, durante il regime del Terrore, la maggioranza della Convenzione era detenuta dai deputati della Pianura, il centro, ago della bilancia delle votazioni.